# Грей, Генри, герцог Кент
Генри Грей, 1-й герцог Кентский (англ. Henry Grey, 1st Duke of Kent; 1671 — 5 июня 1740, королевство Великобритания) — британский аристократ, пэр Англии и Великобритании, политический деятель и придворный. Ни один из его сыновей не пережил его, поэтому его новый титул угас после его смерти. Хотя дом, который он построил в Рест-парке в Бедфордшире, исчез, часть его огромного сада сохранилась относительно нетронутой.

## Семья
Генри Грей был сыном Энтони Грея, 11-го графа Кента, и Мэри Грей, 1-й баронессы Лукас из Крудвелла. Он наследовал своему отцу в качестве 12-го графа Кента в 1702 году, наследовав, ранее в этом же году, своей матери в качестве 2-го барона Лукаса. Через свою дочь Энн Грей он был дедушкой Генри Кавендиша, выдающегося английского химика и физика конца XVIII века.

## Политическая карьера
Заняв свое место в Палате лордов и хотя его считали лишенным таланта и амбиций, он, как политически целесообразный кандидат, в 1704 году был назначен лордом-камергером и тайным советником. Грей был непопулярен; его прозвали «Жук» за запах его тела. Он обменял свое положение на герцогский титул в 1710 году, и на посту лорда-камергера его сменил герцог Шрусбери. Современные ему комментаторы, включая Джона Маки и Джонатана Свифта, защищали Грея. Возможно, для своего времени он был подходящим человеком в нужном месте.
После 1710 года он занимал политически второстепенные должности: камер-юнкер, констебль Виндзорского замка, лорд-стюард королевского двора с 1716 по 1718 год и лорд-хранитель Малой печати с 1719 по 1720 год. Он был одним из лордов-судей, назначенных во время отсутствие Георга I в Великобритании.
В 1719 году Грей был одним из основных подписчиков Королевской музыкальной академии XVIII века, корпорации, ставившей на сцене оперы в стиле барокко. В возрасте 68 лет, за год до своей смерти, он в качестве губернатора-основателя принял участие в создании первого в Великобритании приюта для брошенных детей — Лондонской больницы для подкидышей.

## Титулы
Грей наследовал своему отцу в качестве 12-го графа Кента в 1702 году, наследовав, ранее в этом же году, своей матери в качестве 2-го барона Лукаса. Он был возведён в маркиза Кента, графа Гарольда и виконта Годерича в 1706 году, герцогом Кентским в 1710 году за отказ от должности лорда-камергера и стал рыцарем Подвязки в 1712 году. Оставшись без наследника мужского пола после смерти своего сына Джорджа Грея, графа Гарольда, в 1733 году, он получил титул маркиза Грея в 1740 году, с специальным последующим правом передачи его внучке леди Джемайме Кэмпбелл и её наследникам мужского пола. Она также унаследовала баронство Лукас. Все остальные его титулы угасли после его смерти.

## Брак и дети
Генри впервые женился в 1694 году на Джемайме Крю (умерла 2 июля 1728 года), дочери Томаса Крю, 2-го барона Крю, и его второй жены, Анны Армине, дочери сэра Уильяма Армина, 2-го баронета. У них было как минимум шестеро детей:
- Энтони Грей, граф Гарольд (умер в 1723 году). Женат на леди Мэри Тафтон, дочери Томаса Тафтона, 6-го графа Танета, и леди Кэтрин Кавендиш.
- Генри Грей (ок. 1696–1717).
- Амабель Грей (умерла 2 марта 1726 году). Замужем за Джоном Кэмпбеллом, 3-м графом Бредалбейном и Голландией.
- Джемайма Грей (ок. 1699 - 7 июля 1731). Замужем за Джоном Эшбернхемом, 1-м графом Эшбернхемом.
- Энн Грей (умерла 20 сентября 1733 году). Вышла замуж за лорда Чарльза Кавендиша.
- Мэри Грей. Замужем за Дэвидом Грегори из Крайст-Черч.

Он женился во второй раз на Софии Бентинк (умерла 5 июня 1741 года) 24 марта 1729 года, дочери Уильяма Бентинка, 1-го графа Портленда, и его второй жены Джейн Марты Темпл. У них были сын и дочь:
- Джордж Грей, граф Гарольд (ок. 1732–1733);
- Энн София Грей (умерла 24 марта 1780 году). Замужем за Джоном Эгертоном, епископом Даремским.